# Filmografia di Oliver Hardy
Di seguito viene presentata la filmografia di Oliver Hardy senza Stan Laurel. Per la filmografia di Stanlio e Ollio come coppia, vedere Filmografia di Stanlio e Ollio.

## Lubin Films

### 1914
- Outwitting Dad, regia di Arthur Hotaling
- Casey's Birthday
- Building a Fire
- He Won a Ranch, regia di Arthur Hotaling
- The Particular Cowboys, regia di Arthur Hotaling
- For Two Pins, regia di Arthur Hotaling
- A Tango Tragedy
- A Brewerytown Romance, regia di Frank Griffin
- The Female Cop, regia di Jerold T. Hevener
- Good Cider, regia di John A. Murphy
- Long May It Wave, regia di John A. Murphy
- Who's Boss?
- His Sudden Recovery
- The Kidnapped Bride, regia di Frank Griffin
- Worms Will Turn, regia di Frank Griffin
- The Rise of the Johnsons, regia di John A. Murphy
- He Wanted Work
- They Bought a Boat, regia di John A. Murphy
- Back to the Farm, regia di Joseph Levering e Will Louis
- Making Auntie Welcome, regia di Willard Louis
- Never Too Old, regia di John A. Murphy
- The Green Alarm, regia di Frank Griffin
- A Fool There Was, regia di Frank Griffin
- Pins Are Lucky, regia di Frank Griffin
- Jealous James
- When the Ham Turned, regia di Frank Griffin
- The Smuggler's Daughter, regia di Jerold T. Hevener
- She Married for Love
- The Soubrette and the Simp, regia di Jerold T. Hevener
- Kidnapping the Kid, regia di John A. Murphy
- The Honor of the Force, regia di Frank Griffin
- She Was the Other, regia di Arthur Hotaling
- The Daddy of Them All
- Mother's Baby Boy
- The Servant Girl's Legacy, regia di Arthur Hotaling
- He Wanted His Pants
- Dobs at the Shore, regia di Frank Griffin
- The Fresh Air Cure
- Weary Willie's Rags

### 1915
- The Tramps (1915)
- What He Forgot, regia di Jerold T. Hevener (1915)
- They Looked Alike, regia di Frank Griffin (1915)
- Spaghetti a la Mode, regia di Will Louis (1915)
- Gus and the Anarchists, regia di John A. Murphy (1915)
- Cupid's Target, regia di Jerold T. Hevener (1915)
- Shoddy the Tailor, regia di Will Louis (1915)
- The Prize Baby, regia di Jerold T. Hevener (1915)
- An Expensive Visit, regia di Will Louis (1915)
- Cleaning Time, regia di Will Louis (1915)
- Mixed Flats, regia di Will Louis (1915)
- Safety Worst, regia di Jerold T. Hevener (1915)
- The Twin Sister, regia di Arthur Hotaling (1915)
- Who Stole the Doggies? (1915)
- A Lucky Strike, regia di Arthur Hotaling (1915)
- Matilda's Legacy, regia di Arthur Hotaling (1915)
- Capturing Bad Bill (1915)
- Her Choice, regia di Albert G. Price (1915)
- The Cannibal King, regia di Frank Griffin e Arthur Hotaling (1915)
- It May Be You, regia di Will Louis (1915)
- What a Cinch, regia di Will Louis (1915)
- Poor Baby, regia di Will Louis (1915)
- Not Much Force, regia di Will Louis (1915)
- The Dead Letter, regia di Will Louis (1915)
- Avenging Bill
- The Haunted Hat, regia di Will Louis (1915)
- Babe's School Days
- Edison Bugg's Invention (uscito nel 1916)
- A Terrible Tragedy (uscito nel 1916)
- It Happened in Pikerville (uscito nel 1916)

## Edison Company
1915
- It May Be You, regia di Will Louis (1915)
- Not Much Force, regia di Will Louis (1915)
- Poor Baby, regia di Will Louis (1915)
- Clothes Make the Man, regia di Will Louis (1915)
- The Simp and the Sophomores, regia di Will Louis (1915)

## Wharton Brothers
1915
- The Bungalow Bungle
- Three Rings and a Goat
- A Rheumatic Joint
- The Lilac Splash

## Varie Compagnie di New York
1915
- Ethel's Romeo's (Casino Star Feature)
- Fatty's Fatal Fun (Starlight)
- Something in Her Eye (Novelty/Mutual Film)
- A Janitor's Joyful Job (Novelty/Mutual Film)
- The Crazy Clockmaker (Wizard Comedies)

## Vim Comedies

### 1915
- The Midnight Prowlers
- Pressing Business
- Love Pepper and Sweets
- Strangled Harmony
- Speed Kings
- Mixed and Fixed
- Ups and Downs, regia di Bobby Burns e Walter Stull (1915)

### 1916
- This Way Out, regia di Bobby Burns e Walter Stull (1916)
- Chickens
- Busted Hearts
- A Sticky Affair, regia di Will Louis (1916)
- Bungles' Rainy Day
- One Too Many
- Bungles Enforces the Law
- Frenzies Finance
- A Special Delivery
- The Serenade
- Bungles' Elopement
- Nerve and Gasoline
- Bungles Lands a Job
- Their Vacation
- Mamma's Boys
- The Battle Royal
- All For a Girl
- Hired and Fired, regia di Bobby Burns e Walter Stull (1916)
- What's Sauce For the Goose
- The Brave Ones
- The Water Cure, regia di Will Louis (1916)
- Thirty Days
- Baby Doll
- The Schemers, regia di Will Louis (1916)
- Sea Dogs, regia di Will Louis (1916)
- Hungry Hearts
- Never Again
- Better Halves
- A Day at School
- Spaghetti
- Aunt Bill
- The Heroes
- Human Hounds
- Dreamy Knights
- Life Savers
- Their Honeymoon, regia di Will Louis (1916)
- The Tryout
- An Aerial Joyride
- Sidetracked
- Stranded
- Love and Duty
- The Reformers
- Royal Blood
- The Candy Trail
- The Precious Parcel, regia di Will Louis (1916)
- A Maid to Order
- Twin Flats
- A Warm Reception
- Pipe Dreams
- Mother's Child
- Prize Winners
- The Guilty Ones
- He Winked and Won
- Fat and Fickle

### 1917
- The Boycotted Baby
- The Other Girl, regia di Oliver Hardy (1917)
- The Love Bugs
- A Mix Up in Hearts
- Wanted - A Bad Man

## King Bee
1917
- Back Stage, regia di Arvid E. Gillstrom (1917)
- The Hero, regia di Arvid E. Gillstrom (1917)
- Dough-Nuts
- Cupid's Rival
- The Villain, regia di Arvid E. Gillstrom (1917)
- The Millionaire
- The Goat
- The Fly Cop
- The Chief Cook
- The Candy Kid
- The Hobo
- The Pest
- The Band Master
- The Slave

1918
- The Stranger
- His Day Out
- The Rogue, regia di Arvid E. Gillstrom (1918)
- The Orderly
- The Scholar
- The Messenger
- The Handy Man
- Bright and Early
- The Straight and Narrow, regia di Charles Parrott (Charley Chase) (1918)
- Playmates
- Beauties in Distress
- He's In Again
- Married to Order (uscito nel 1920)

## L-KO

### 1918
- Business Before Honesty
- Hello Trouble, regia di Charles Parrott (Charley Chase) (1918)
- Painless Love
- The King of the Kitchen

### 1919
- The Freckled Fish
- Hop the Bellhop
- Lions and Ladies
- Hearts in Hock
- Distilled Love (uscito nel 1920)

## Vitagraph

### 1919
- Soapsuds and Sapheads
- Jazz and Jailbirds
- Mules and Mortgages
- Tootsies and Tamales
- Healthy and Happy
- Flips and Flops
- Yaps and Yokels
- Dull Care
- Mates and Models
- Squabs and Squabbles
- The Head Waiter
- Switches and Sweeties
- Bungs and Bunglers

### 1920
- Dames and Dentists
- Fridolen direttore dei grandi magazzini (Maids and Muslin), regia di Noel M. Smith
- Squeaks and Squawks
- Fists and Fodder
- Pals and Pugs
- He Laughs Last
- Springtime
- The Decorator
- Ridolini inserviente teatrale (The Stage Hand), regia di Larry Semon e Norman Taurog
- The Backyard
- His Jonah Day
- The Trouble Hunter
- The Mysterious Stranger, regia di Jess Robbins (1920)

### 1921
- The Nuisance
- The Blizzard, regia di Jess Robbins (1921)
- The Tourist, regia di Jess Robbins (1921)
- Ridolini esattore (The Rent Collector), regia di Larry Semon e Norman Taurog (1921)
- The Bakery, regia di Larry Semon e Norman Taurog (1921)
- The Fall Guy, regia di Larry Semon e Norman Taurog (1921)
- The Bellhop

### 1922
- The Sawmill
- The Show (Ridolini al varietà)
- Fortune's Mask, regia di Robert Ensminger (1922)
- Quicksands, regia di Jack Conway (1923) (lungometraggio della Agfar cui Babe ha preso parte anche come sceneggiatore, uscito nel 1923)
- Ridolini granduca (A Pair of Kings) (1922)
- The Little Wildcat
- Golf
- The Agent
- The Couner Jumper

### 1923
- No Wedding Bells
- The Barnyard
- The Midnight Cabaret
- Lightning Love
- Ridolini pugilista
- Trouble Brewing, regia di James D. Davis e Larry Semon (uscito nel 1924)

## Chadwick
1924
- Facciamo l'amore (The Girl in the Limousine), regia di Larry Semon
- Her Boy Friend
- Kid Speed
- The Wizard of Oz, regia di Larry Semon (uscito nel 1925)

## Arrow Pictures
1925
- Stick Around
- Rivals
- Hey, Taxi!
- Il maestro (Fiddlin' Around)
- Hop to It!
- The Joke's On You
- They All Fall

## Hal Roach Studios
(nel 1925 Babe Hardy lavorò per Hal Roach come freelance; le altre produzioni sono indicate tra parentesi)

### 1925
- Wild Papa, regia di Nicholas T. Barrows e J.A. Howe
- Neptune's Stepdaughter, regia di Max Gold (prodotto dalla Sunshine)
- Isn't Life Terrible?, regia di Leo McCarey
- Should Sailors Marry?, regia di Jess Robbins
- Yes Yes Nanette, regia di Stan Laurel e Clarence Hennecke
- The Perfect Clown, regia di Fred C. Newmeyer (prodotto dalla Chadwick)
- Laughing Ladies regia di James W. Horne
- Wandering Papas, regia di Stan Laurel (uscito nel 1926)
- Stop, Look and Listen, regia e produzione di Larry Semon (uscito nel 1926)
- The Gentle Cyclone, regia di W. S. Van Dyke (prodotto dalla Fox Film Corporation, uscito nel 1926)
- A Bankrupt Honeymoon, regia di Lewis Seiler (prodotto dalla Fox Film Corporation, uscito nel 1926)
- Madame Mystery, regia di Richard Wallace e Stan Laurel (uscito nel 1926)

### 1926
- Say it with Babies, regia di Fred Guiol
- Long Fliv the King, regia di Leo McCarey
- Thundering Fleas, regia di Robert F. McGowan
- Along Came Auntie, regia di Fred Guiol e Richard Wallace
- Bromo and Juliet, regia di Leo McCarey
- La volpe della risata (Crazy Like a Fox), regia di Leo McCarey
- Be Your Age, regia di Leo McCarey
- The Nickel-Hopper, regia di F. Richard Jones e Hal Yates co-sceneggiato con Stan Laurel
- Two Time Mama, regia di Fred Guiol (uscito nel 1927)
- Galloping Ghosts, regia di James Parrott (uscito nel 1928)

### 1927
- Crazy to Act, regia di Earle Rodney (prodotto da Mack Sennett)
- Why Girls Say No, regia di Leo McCarey
- Honorable Mr. Buggs, regia di Fred Jackman
- Should Men Walk Home?, regia di Leo McCarey
- No Man's Law, regia di Fred Jackman
- Fluttering Hearts, regia di James Parrott
- Baby Brother, regia di Anthony Mack e Charles Oelze
- Love 'Em and Feed 'Em, regia di Clyde Bruckman
- Barnum and Ringling, Inc., regia di Robert F. McGowan (uscito nel 1928)

## M-G-M
1932
- Choo-Choo! (Our Gang Series, Babe Hardy doppia Otto Fries)

1938
- Hollywood Handicap (diretto da Buster Keaton)

## Gli ultimi film

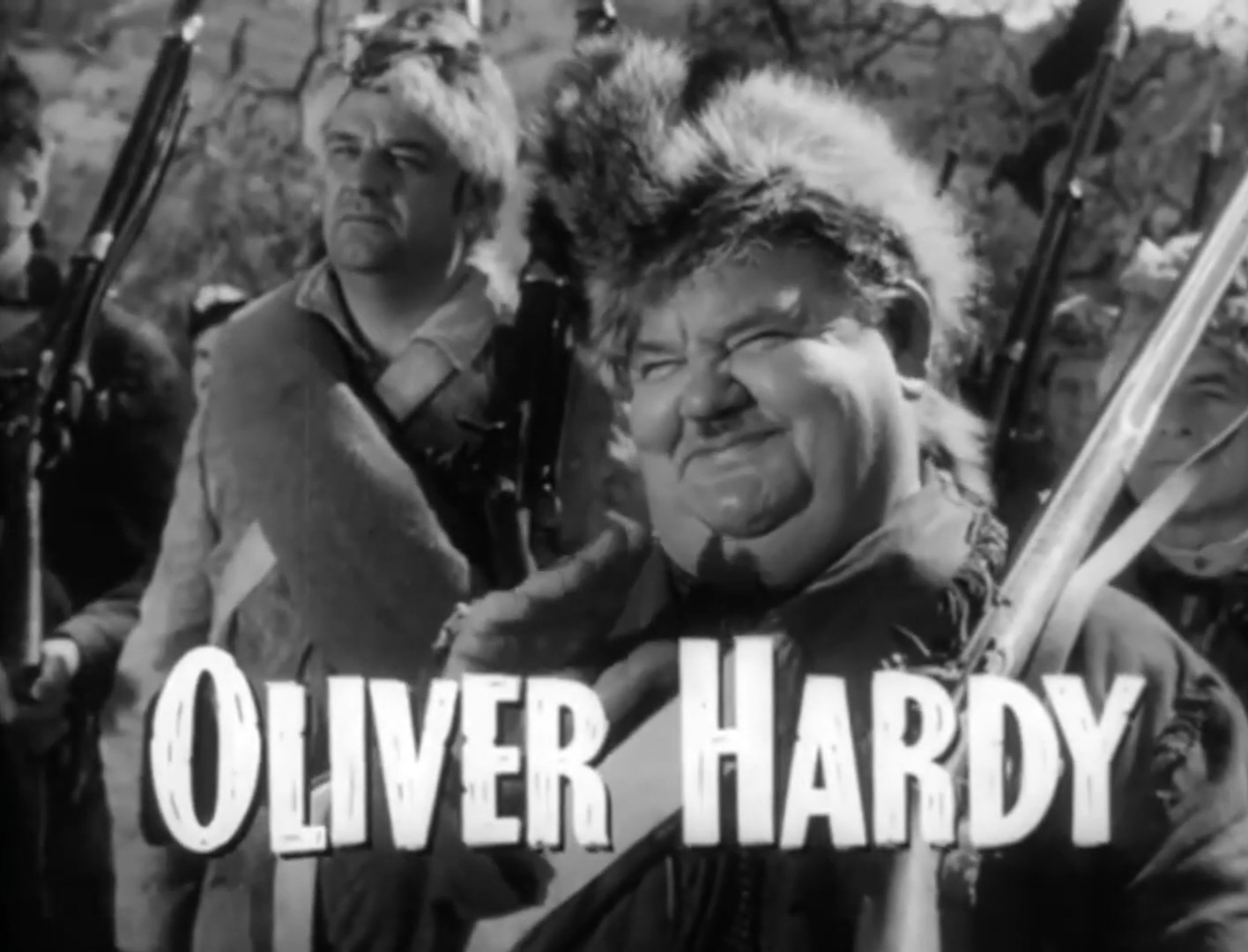
Oliver Hardy nel trailer di Dopo Waterloo (1949)

- Zenobia - Ollio sposo mattacchione (Zenobia) della United Artists, prodotto da Hal Roach (1939)
- Dopo Waterloo - Il ritorno del Kentuckiano (The Fighting Kentuckian) prodotto dalla Republic Pictures con John Wayne (1949)
- La gioia della vita (Riding High) regia di Frank Capra, prodotto dalla Paramount (1950)
- Stanlio & Ollio (film) (Stan & Ollie), regia di Jon S. Baird (2018) (Immagini di repertorio)